# 管制塔

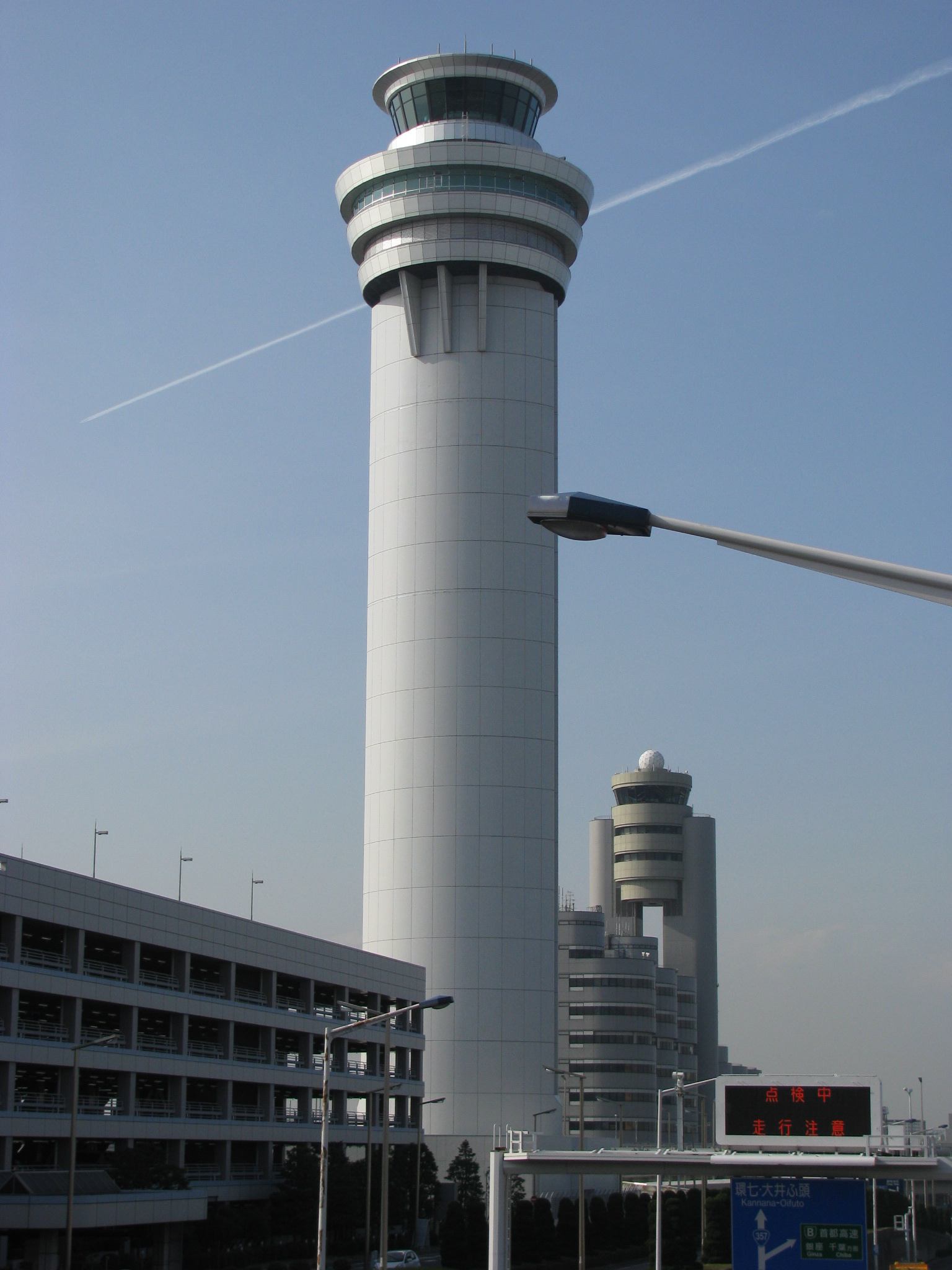
東京国際空港の管制塔。高さは116mで世界第3位である

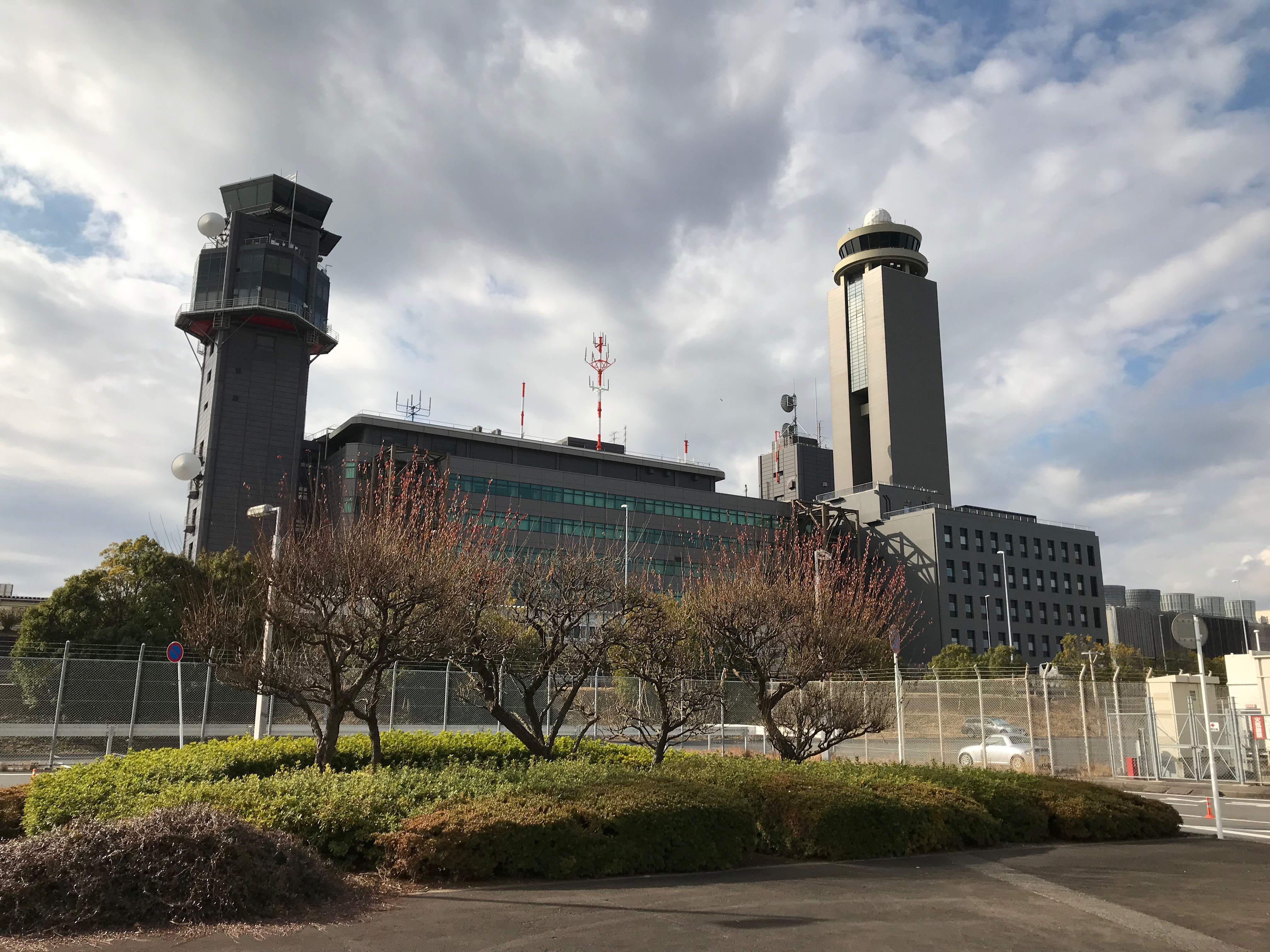
成田国際空港では、右側の管制塔で国土交通省の航空管制官がタワー・グランド（誘導路等）コントロールを行い、成田国際空港株式会社の社員が左側のランプコントロールタワー（旧管制塔）でランプ（駐機場等）コントロールを行う。

管制塔（かんせいとう、英語: Airport control tower）は、空港・飛行場に設置される航空交通管制を行う施設である。

## 概要

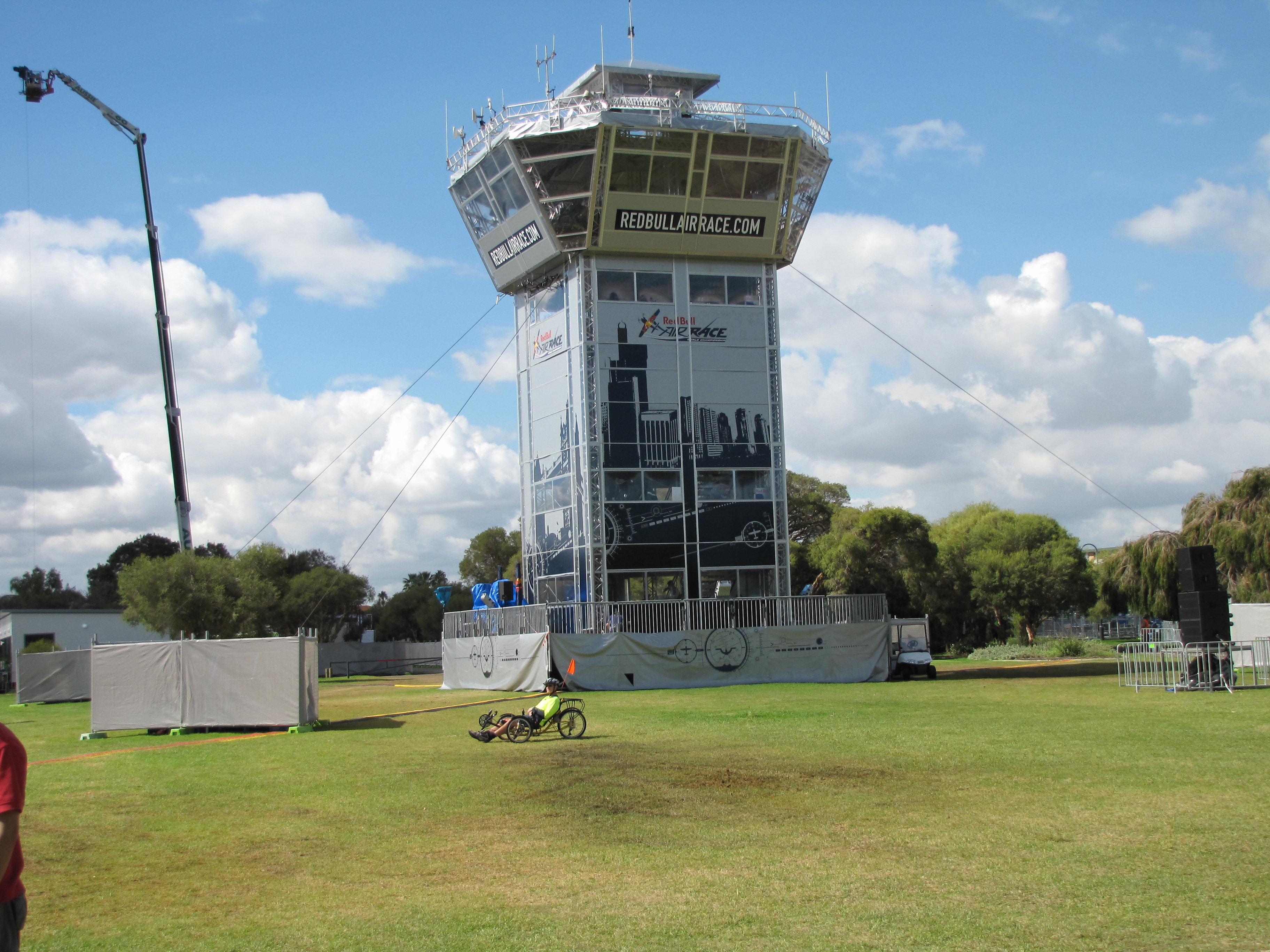
レッドブル・エアレース・ワールドシリーズのために建てられた仮設の管制塔（2010年）

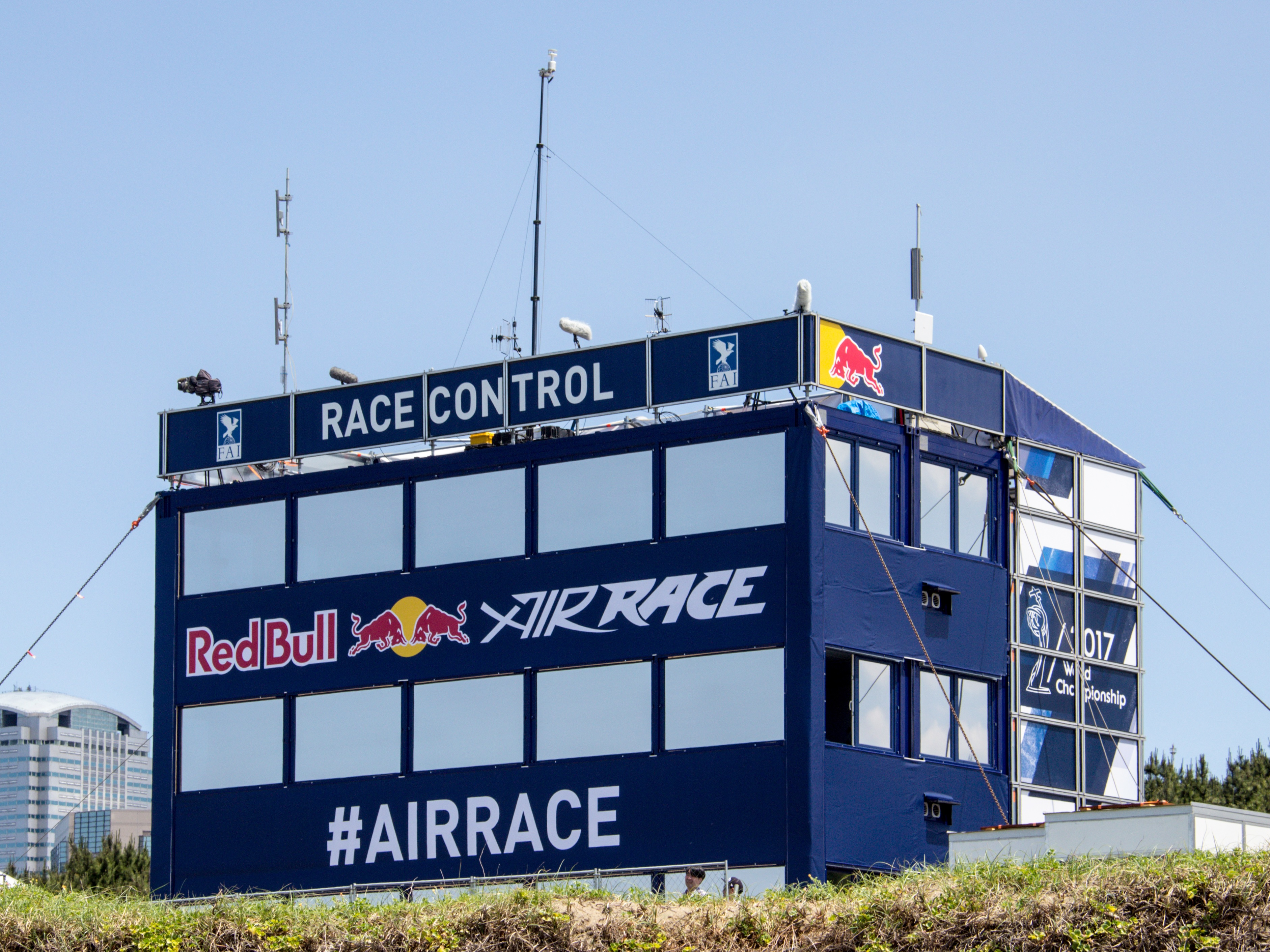
外航用コンテナを改造した管制塔（2017年の千葉大会）

管制塔は空港・飛行場に設置される塔であり、空港・飛行場の重要施設のひとつである。司令塔とも呼ばれる。英語ではAirport control tower、あるいは単にControl towerまたはTowerとも呼ばれる。管制塔は多くの空港・飛行場に設置されているが、管制塔をもたない空港・飛行場（en:Non-towered airport）も存在する。管制塔は空港・飛行場の見通しの良い場所に設置されており、空港・飛行場の主要施設（滑走路・誘導路・エプロンなど）の全景を目視確認できる高さを有している。管制塔の上部には管制室（VFRルームとも）があり、航空管制官が航空交通管制を行っている。ここで行われる管制とは、主に飛行場管制である。飛行場管制には主に次に示すような席が用意されており、それぞれ管制官が配置されている。
飛行場管制席【タワー】
主に滑走路を監視し、滑走路に進入する航空機に対して離陸・着陸・横断などの許可を与える。また、空港周辺を飛行する航空機にも指示を与える。
地上管制席【グランド】
主に誘導路・エプロンを監視し、航空機のプッシュバック、地上の往来（タクシング・トーイング）などの許可を与える。
空港によっては、上空を監視するレーダーのほかにも空港面探知装置が整備されており、空港を行き来する航空機をモニターしながら、管制を行うことができる。一部の規模の大きな空港では、管制塔の下部にレーダー管制室（IFRルームとも）が設けられており、そこでは進入・ターミナルレーダー管制が行われている。
エアレースなど航空イベントが開催される際に臨時の管制塔が設営されることもある。
緊急事態などで管制官が管制塔から退避した場合は滑走路が閉鎖されるが、避難先から無線機で情報提供を行った例もある。